# Villa Altagracia
Villa Altagracia es un municipio de la República Dominicana, que está situado en la Provincia de San Cristóbal.

## Límites
Municipios limítrofes:
|                   | Norte: Piedra Blanca y Yamasá          |                   |
| Oeste: Los Cacaos |                                        | Este: Pedro Brand |
|                   | Sur: Cambita Garabitos y San Cristóbal |                   |

## Distritos municipales
Está formado por los distritos municipales de:
| Nombre              | Código   |
| ------------------- | -------- |
| Villa Altagracia    | 05210501 |
| San José del Puerto | 05210502 |
| Medina              | 05210503 |
| La Cuchilla         | 05210504 |

## Historia
En los albores, estos eran lugares vírgenes, formados por tierras fértiles bañadas por ríos, arroyos y cañadas, cuyas aguas arrastraban oro sedimentario, lo que atrajo a muchas personas que residían en comunidades vecinas.
La ubicación geográfica privilegiada hizo también de estos terrenos un paso obligado para el tránsito de las caravanas de comerciantes que se dirigían hacia Santo Domingo. Para ese entonces, el correo entre la capital y el resto del país se hacía a caballo, constituyendo este sector una cómoda ruta para llegar hasta el Cibao.
Los factores precedentes se constituyeron en la causa principal de la inmigración de los primeros pobladores los cuales se estima procedían en su mayor parte de San Cristóbal, y en una menor proporción del área del Cibao.
Villa Altagracia se inició como una comunidad eminentemente rural, con escasos habitantes para quienes las principales actividades económicas consistían en la agricultura, la búsqueda de oro en arroyos y cañadas y pequeños negocios. Las viviendas eran primitivas y estaban construidas en barro, o tablas de manacla, techadas de yerbas y yagua y el piso era de tierra.
Los primeros pobladores que se dedicaron a la agricultura se establecieron en la parte montañosa, los que se dedicaban a la búsqueda de oro y al comercio lo hicieron en la parte más llana, casi a orillas de los principales ríos.
Fue en el año 1926 cuando Ulises Henríquez estableció la primera construcción de importancia. Se trató de la Terraza de hormigón (concreto) armado y varillas, el cual funcionó como la primera plaza hotel de esta comunidad. El mismo disponía de habitaciones, caballeriza, comedor, sitio de descanso y área para el intercambio comercial. Esta construcción fue conocida durante largo tiempo como la Terraza, y en los últimos tiempos ha sido destinado a otros negocios, hoy la banca comercial. Durante este periodo, la tal villa se conoció con el nombre de Sabana de los Muertos. No está claro de dónde provino el nombre. 
Tres teorías tratan de explicar su origen: una primera sostiene que se le llamó así en razón a la alta mortalidad que producían las epidemias de paludismo y fiebre amarilla. La segunda atribuye el nombre a la cantidad de muertos que causaban bandas de gavilleros que atracaban a comerciantes ya gentes de correo que hacían paradas aquí. La tercero, y menos creíble, ubica este lugar como punto de encuentro para la batalla de grupos opuestos que se iban a la manigua. Batallas en las cuales se producían muchos muertos que eran abandonados en campo abierto lo que a su vez, también contribuían al desarrollo de epidemias que aumentaban la mortalidad. El nombre de Sabana de los Muertos se mantuvo hasta el año 1936, fecha en que se elevó a categoría de Distrito Municipal con el nombre de Villa Altagracia.
Se estima que los lugares que sirvieron de asentamiento a estos primeros pobladores fueron Medina, Pino Herrado y lo que hoy es el casco urbano. 
Hasta el año 1940, la Comunidad dependía básicamente de la agricultura, de la búsqueda de oro, el comercio, la crianza de animales y la cacería, principalmente del puerco Cimarrón. En 1942]ocurrió un hecho que comenzó a transformar las relaciones de la economía y el comportamiento de sus habitantes, se trató de la instalación de la compañía bananera subsidiaria de la United Fruit de Centroamérica que se dedicó al cultivo en gran escala de guineos. Esta compañía se conoció como la Dominican Fruit que obtuvo gran cantidad de terrenos para sus plantaciones, principalmente en la parte noroeste de la comunidad.
Con la instalación de la mencionada compañía, muchos agricultores abandonaron sus propios predios y se emplearon como asalariados. Simultáneamente se inició un proceso de urbanización, ya que tanto los ejecutivos de la John Pay como sus trabajadores necesitaban lugares donde vivir. Este proceso de urbanización se aceleró a finales de los años 40 y se afianzó en la década de los 50.
Para el año 1948 el presidente de la República, Rafael Leónidas Trujillo inició el proceso de acaparamiento de las tierras para dedicarlas al cultivo de la caña. Para ese año había grandes plantaciones de banano y la compañía bananera que confrontaba problemas políticos en Centroamérica y dificultades con los gobiernos de la región, se vio precisada a irse del país. Situación que fue aprovechada por Trujillo para aumentar el área cañera y la posterior instalación del ingenio azucarero que bautizó con el nombre de Central Catarey.
El municipio era una comunidad económicamente próspera, lo que estimuló una masiva inmigración atraída por ¨la dulzura del azúcar¨. A partir de ese momento empezó la migración haitiana, quienes al llegar fueron contratados como braceros y alojados en barracones.
Para ese entonces Villa Altagracia contaba con las secciones de Catarey, Mana de Haina, Medina y Pino Herrado, siendo sus comunidades rurales más importantes Básima, Caobal, el Cidral y Hormigo. Con su incorporación como municipio en 1959 comenzó a perfilarse como la ciudad de Villa Altagracia. El poblado contaba con escasas calles como fueron la presidenta Trujillo hoy Avenida Duarte, la José Trujillo Valdez hoy Gastón F. Deligne; la calle Nicaragua; la José Arizmendy Trujillo hoy calle Altagracia; la 17 de julio hoy Padre Billini donde funcionaba la plaza considerada como mercado; la Julia Molina hoy Luperón. Su progresivo crecimiento conllevó a la instalación de la primera iglesia parroquial, rompiendo así la dependencia religiosa de Los Alcarrizos a la cual pertenecía esta demarcación.
En 1959 se iniciaron los trabajos de construcción de la Industria Nacional del Papel y se inauguró en 1961 lo que contribuyó a dar más brillo al auge económico y con ello aumentó la inmigración de personas en busca de mejores posibilidades económicas. Así mismo en 1953 se inició la reconstrucción (en hormigón) de la autopista Presidente Trujillo (con la cual se sustituyó a la antigua carretera construida en 1924), lo que generó nuevos empleos y una mayor impulso al desarrollo económico que se venía experimentando.
Al final de la década y principio de los 70, se dio inicio al auge educativo. En 1969 ingresaron a la universidad lo que podría considerase el mayor número de bachilleres residentes en Villa Altagracia. 
En el año 1970 se oficializó el liceo secundario con el nombre de Manuel A. Patín Maceo, siendo su primer director el profesor Guarionex Ferreira. A partir de ahí se inició el ingreso masivo de villaltagracianos a las aulas universitarias.
Esta etapa también se caracterizó por el auge en las actividades políticas, culturales, sindicales y sociales, a las cuales se incorporaron centenares de jóvenes. También se establecieron los partidos políticos, se crearon clubes culturales y sociales, se desarrollaron los sindicatos, creándose una verdadera efervescencia que se mantuvo hasta la primera mitad de la siguiente década, cuando el gobierno decidió cerrar el ingenio Catarey.
En 1979 se instaló en la sección de Pino Herrado la empresa agrícola productora de piña FRUDOCA, la cual se mantuvo aportando a la economía del municipio hasta 1992, cuando cerró sus operaciones.
Con el cierre del ingenio en el año 1986 terminó la etapa más próspera y activa de la historia del municipio, la del periodo Trans-Catarey.
En el año 1986 se inició la instalación de la Zona Franca, empresas dedicadas principalmente a la confección textil. Su sistema de producción provocó una transformación en las relaciones laborales: la contratación de mujeres sobrepasó a la de los hombres, entrando éstas a ser parte primordial en la mano de obra remunerada del municipio.
También para la época se produjo un discreto desarrollo de proyectos habitacionales con características ecoturísticas en las áreas periféricas.
Más tarde, Frutas Dominicanas (FRUDOCA) e Induspapel se vieron forzadas a cerrar sus puertas en 1992 y 1998 respectivamente.

### Ingenio Catarey
En 1948 se creó el ingenio Catarey el cual fue ampliado en el año 1954 con maquinarias de un ingenio que había sido desmantelado en el batey La Paja, de San Pedro de Macorís. 
La instalación y la ampliación del ingenio dio un gran empuje a la economía y el municipio pasó a ser un lugar de gran actividad económica, las personas que no podían entrar a la factoría se dedicaron al campo cañero. Surgieron los sembradores, las brigadas de desyerbo, los capataces agrícolas, los mayordomos, los braceros, los listeros, etc.
El acarreo de la caña se hacía en carretas tiradas por bueyes lo que desarrolló también nuevas actividades como la del boyero, carretero, etc. Después se construyó la vía férrea y la caña pasó a transportarse al ingenio a través de un tren movido por una locomotora, creando con ello un nuevo tipo de empleo que contribuyó a fortalecer la economía de la comunidad. Por lo tanto fueron más los empleados.

## Demografía
De acuerdo a datos recopilados los primeros reportes estadísticos datan del año 1950, fecha para la cual la población ascendía a 18,459 habitantes (52.1% hombres y 47.9% mujeres). De ésta, 1,962 personas residían en la zona urbana (el 10.6%) y el 89.4% residía en el sector rural.
Avanzada la década del 50 la población total se elevó a 26,810 personas. La población urbana se incrementó de 1,962 a 4,210, es decir, tuvo un incremento de un 16.5% a un 15.7%. Los elementos que detonaron el aumento de la población urbana, y el proceso migratorio para este decenio, fueron la instalación del Ingenio Catarey y la construcción de la Industria Nacional del Papel (INDUSPAPEL).
En la década de 1960 se produjo un acelerado proceso de urbanización, ya que se pasó de un 15.6% a un 32.6%, experimentándose un crecimiento urbano de más de un 100%. La población de la zona rural descendió de un 84.4% a un 67.4%. La Cifra total de habitantes al finalizar la década de 1960 era de 36,217 personas, 53% hombres y 47% mujeres.
En la década del 70 la población total se elevó a 51,798 personas, con unas 20,728 residiendo en la zona urbana (40%) y 31,070 en la zona rural (60%). Durante este periodo el porcentaje de hombres descendió a un 51.3%, en tanto el de las mujeres representaba el 48.7% de la población total.
Según el Censo Nacional de Población y Vivienda realizado en septiembre de 1993, para ese momento, la población era de 59,998 habitantes, siendo 29,543 hombres (49.2%) y 30,445 mujeres (50.8%).
Actualmente la población total asciende a 97,620; 48,559 hombres (49.98%) y 49,061 mujeres (50.2%). El último censo da cuenta de 35,705 personas entre 0 y 17 años, siendo 18,257 varones y 17,448 mujeres, con 18 años y más se registró un total de 42,799 personas, 21,382 hombres y 21,417 mujeres. No se establece en el censo rangos de edad que permitan identificar la población adulta y la envejeciente.

## Economía
El panorama laboral está referido a la existencia del Consorcio Cítricos Dominicanos, S.A. que procesa los frutos de la región; a la empresa Agua Santa Clara, Agua Purificada El Duey y a dos empresas instaladas en el Parque Industrial Zona Franca: QUEBRAPEDRA, S.A. dedicada a la elaboración de aceite para la industria cosmética y Holding Cajas Dominicana, S.A., dedicada a la confección de cajas.  Ambas empresas funcionan con no más de 100 empleados.